# Gislar Egerer

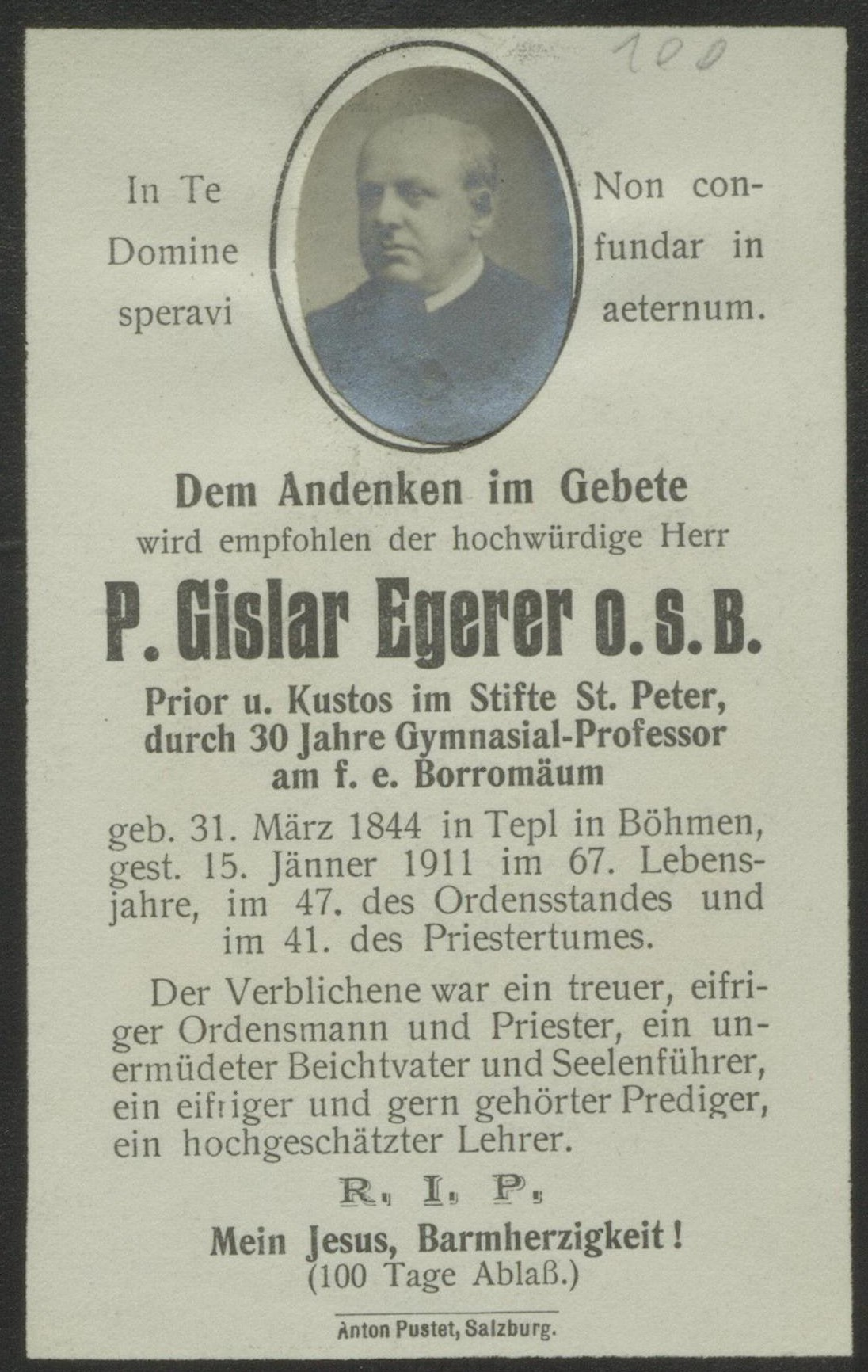
Sterbebildchen des P. Gislar Egerer

Gislar Egerer OSB (* 31. März 1844 in Tepl; † 15. Januar 1911 in Salzburg) war Benediktinermönch der Stiftes St. Peter in Salzburg, Prior, Lehrer, Seelsorger und Schriftsteller.

## Jugend und Ausbildung
Er wurde in Tepl geboren und auf den Namen Johann Nepomuk getauft. Sein Vater Anton war Lohgerbermeister; die Mutter hieß Barbara. Sein Onkel, Petrus Egerer, war Mönch von St. Peter und stellte den Bezug zum Salzburger Stift her. Johannes war Schüler am Borromäum in Salzburg und wurde 1863 gemeinsam mit zwei weiteren Schülern seiner Gymnasialklasse im Benediktinerkloster St. Peter eingekleidet. Er nahm den Ordensnamen Gislar an. Die Matura erhielt er 1866 bereits als Ordensmann. Er studierte von 1868 bis 1870 am Anselmianum in Rom, legte 1868 in St. Paul vor den Mauern die Feierliche Profess ab und wurde 1870, während des Ersten Vatikanischen Konzils, ebendort von Erzbischof Maximilian von Tarnóczy zum Priester geweiht; dort hielt er auch die Primiz. Nach der Weihe studierte er ab 1872 in Innsbruck; 1876 bestand er dort die Lehramtsprüfung. Sein römisches Studium hatte er unterbrechen müssen, als Rom von piemontesischen Truppen eingenommen wurde.

## Priesterliches Wirken
Von 1875 bis 1906 unterrichtete er Latein und Griechisch am Borromäum. Mit der Beendigung seiner 31-jährigen Lehrertätigkeit wurde er 1906 Subprior und Kustos des Stiftes St. Peter; 1908 wurde er Prior. Während der Schultätigkeit war er auch in der Seelsorge aktiv, auch als Schriftsteller über die Themen Homiletik und klassische Philologie. In einem Nachruf der Salzburger Chronik hieß es: „Er war ein höchst eifriger Beichtvater, der in der Klosterkirche an Vorabenden oft von 4 bis halb 10 im Beichtstuhle war und morgens wieder von 6 bis 9 Uhr.“
Im Kloster wirkte er als Kantor. Er studierte Musik beim verdienten Franziskanerpater Peter Singer.

## Werke
- Die homerische Gastfreundschaft. Programm des Collegium Borromäum, Salzburg 1881.
- Diverse Sinngedichte und Chronogramme.

### Nachrufe
- Studien und Mitteilungen zur Geschichte des Benediktinerordens und seiner Zweige, 32 / NF 1 (1911), S. 196.
- H. Keiters Katholischer Literatur-Kalender (1911), S. 98 (mit Werkverzeichnis).
- Prior P. Gislar Egerer †. In: Salzburger Chronik, 16. Jänner 1911, S. 5–6 (online bei ANNO).
- Biographisches Jahrbuch 16 (1914), S. 19*.

### Archivalien
- Personalakt P. Gislar Egerer (1844-1911): Archiv der Erzabtei St. Peter, Akt 100.
- Rotel: Archiv der Erzabtei St. Peter, Hs. A 607, 190.